# Dorothy Ghettuba
 (juin 2024).
Dorothy Ghettuba, née en 1979, est une entrepreneuse kényane de cinéma et de télévision. Elle est actuellement directrice des séries originales pour l'Afrique chez Netflix. Elle est cofondatrice de Spielworks Media, une entreprise de production film africain basée à Nairobi lancée en 2009. En 2016, elle est nommée parmi les 100 personnalités créatives les plus influentes du magazine C. Hub. Elle est également archevêque Tutu Fellow 2016 de l’African Leadership Institute.

## Biographie
Née et élevée au Kenya, Dorothy Ghettuba étudie la communication et les sciences politiques à l'Université Andrews dans le Michigan, aux États-Unis. Après avoir obtenu son diplôme, elle vit plusieurs années au Canada, où elle travaille pendant un certain temps dans un fonds de capital-risque. Elle retourne au Kenya peu après son trentième anniversaire. Elle affirme que sa passion initiale était le théâtre, mais lorsqu'elle n'a pas été sélectionnée pour des rôles, elle s'est tournée vers la production cinématographique.
Elle quitte son emploi de sa société de capital-risque au Canada pour poursuivre sa passion pour le cinéma. Gettuba rejoint une émission de télévision locale en tant que producteur avant de créer Spielworks Media, une société locale de production de divertissement et de création de contenu pour les plateformes de télévision et numériques opérant en Afrique orientale et centrale. Ghettuba est également cofondatrice de Keja TV, une chaîne de médias sociaux sur Facebook et YouTube.
Elle se consacre au développement de talents créatifs et de talents de qualité et, à ce titre, elle remporte de nombreuses distinctions pour 18 émissions de télévision, 20 émissions Web et plus de 40 films. Certaines de ses émissions de télévision kiswahili populaire, Penzi la Sumu. D'autres films qu'elle a produits sont Lies that Bind, Saints et Higher Learning  .
Par suite, elle décroche un poste chez Netflix en tant que responsable des originaux internationaux en mars 2019 et est également nommé par le gouvernement kényan présidente du Kenya Film Commission Board en mai 2019.

### Médias Spielworks
Elle lance Spielworks Media en 2009. Elle affirme que son rêve est de faire de la société une version africaine du studio de cinéma américain Universal Pictures.